# 小行星6640
小行星6640（6640 Falorni）是一颗绕太阳运转的小行星，为主小行星带小行星。该小行星于1990年2月24日发现。

## 轨道参数
小行星6640的轨道半长轴为2.2654901 UA，离心率为0.068。